# Kleine zaterdag
Kleine zaterdag (Bokmål, Deens: lille lørdag; Fins: pikkulauantai; Nynorsk: litle laurdag; Zweeds: lillördag) is een Europees concept dat vooral wordt gevierd in Zweden, Noorwegen en Finland. Hier wordt woensdag, net als het weekeinde, gezien als een dag waarop men mag ontspannen, drinken en uitgaan. Veel nachtclubs en bars blijven tot laat open en spelen hierop in, bijvoorbeeld door speciale happy hours aan te bieden.

## Beschrijving
De herkomst van kleine zaterdag ligt in de Noordse landen. De uitdrukking komt waarschijnlijk uit de tijd waarin dienstmeisjes nog op zaterdag werkten. In plaats daarvan kregen ze op een doordeweekse dag vrij, meestal woensdag. Deze vrije doordeweekse dag werd in Zweden piglördag (luie zaterdag) genoemd. Hoewel dit later is veranderd, is het gebruik behouden gebleven. Het is vergelijkbaar met bijvoorbeeld de woensdagmiddagborrel in Nederland.
De term kleine zaterdag wordt ook wel als synoniem voor woensdag gebruikt.